# Statystyka Fermiego-Diraca

Oś pozioma: Oś pionowa: Dla zachodzi

Porównanie statystyk kwantowych.

Statystyka Fermiego-Diraca – statystyka dotycząca fermionów – cząstek o spinie połówkowym, które obowiązuje zakaz Pauliego. Zgodnie z zakazem Pauliego w danym stanie kwantowym nie może znajdować się więcej niż jeden fermion. Statystyka Fermiego-Diraca oparta jest również na założeniu nierozróżnialności cząstek.
Jego nazwa rozkładu pochodzi nazwisk fizyków Enrica Fermiego-Paula Diraca, którzy niezależnie od siebie wyprowadzili tę zależność w 1926 roku.
Zgodnie z rozkładem Fermiego-Diraca średnia liczba cząstek w niezdegenerowanym stanie energetycznym {\displaystyle E} dana jest przez
{\displaystyle \langle n\rangle ={\frac {1}{\mathrm {e} ^{\beta (E-\mu )}+1}},}
gdzie:
{\displaystyle E} – energia tego stanu,
{\displaystyle \mu } – potencjał chemiczny,
{\displaystyle \beta =1/(k_{\mathrm {B} }T),}
{\displaystyle k_{\mathrm {B} }} – stała Boltzmanna,
{\displaystyle T} – temperatura bezwzględna (w skali Kelvina).

## Rozkład Fermiego-Diraca – elektrony
Rozkład Fermiego-Diraca opisuje sposób obsadzenia poziomów energetycznych przez elektrony w układzie wieloelektronowym (np. gaz elektronów w metalach i półprzewodnikach).
Zgodnie z zakazem Pauliego, w każdym stanie kwantowym może się znajdować co najwyżej jeden elektron, a każdy poziom energetyczny może być obsadzony przez co najwyżej dwa elektrony o przeciwnych spinach.
W temperaturze większej od zera bezwzględnego prawdopodobieństwo {\displaystyle P} obsadzenia {\displaystyle k}-tego stanu, o energii {\displaystyle E_{k},} jest tym mniejsze, im większa jest ta energia. Przy zmniejszaniu {\displaystyle E_{k}} prawdopodobieństwo znalezienia elektronu w stanie {\displaystyle k} wzrasta, jednak nie przekracza jedności.
Zależność tę wyraża funkcja rozkładu Fermiego-Diraca:
{\displaystyle P(E_{k})={\frac {1}{\mathrm {e} ^{\beta (E_{k}-\mu )}+1}}.}
W temperaturze zera bezwzględnego wprowadza się oznaczenie {\displaystyle \mu =\mu (0)=E_{\mathrm {F} },} jest to energia najwyżej obsadzonego stanu ({\displaystyle k_{\mathrm {F} }} – poziom Fermiego) w temperaturze zera bezwzględnego. W tej temperaturze obsadzone są wszystkie stany o energii mniejszej lub równej energii Fermiego {\displaystyle (E_{\mathrm {F} }),} a wyższe stany nie są obsadzone.
Dla każdej temperatury {\displaystyle T} zachodzi {\displaystyle P(E_{k})=0{,}5,} gdy {\displaystyle E_{k}=\mu .}
Dla takich energii, że {\displaystyle E_{k}-\mu \gg k_{\mathrm {B} }T} rozkład przechodzi w klasyczny rozkład Boltzmanna:
{\displaystyle P(E_{k})\approx {\frac {1}{\mathrm {e} ^{\beta (E_{k}-\mu )}}}=\mathrm {e} ^{-\beta (E_{k}-\mu )}.}